# Basculebrug
Een basculebrug is een beweegbare brug waarvan het brugdek open en dicht gaat door draaiing om een horizontale as haaks op de rijrichting en evenwijdig met het wegdek van de brug. De brug is uitgevoerd als een bascule met aan de ene kant van het draaipunt het brugdek en aan de andere kant het contragewicht.
Het contragewicht is meestal onzichtbaar weggewerkt onder de weg, in de basculekelder. Een ballastkist, in veel gevallen gevuld met beton en schroot, vormt het contragewicht. Doordat brugdek en contragewicht met elkaar in evenwicht zijn, kost het minder energie om de brug te openen en te sluiten.
De basculebrug is de opvolger van de ophaalbrug. Het belangrijkste verschil tussen deze twee bruggen is dat de basculebrug één draaipunt heeft en de ophaalbrug twee. Bij de ophaalbrug is aan het ene draaipunt het brugdek verbonden en aan het andere draaipunt het contragewicht. Als aandrijving van de basculebrug kan een verticaal (heel of) half panamawiel toegepast zijn, of een tandheugel. Er wordt ook wel voor hydraulische aandrijving gekozen.
Hoge beweegbare bruggen worden vaak uitgevoerd als basculebrug, omdat de basculekelder in dat geval bovengronds gebouwd kan worden. Het basculegedeelte van de Erasmusbrug in Rotterdam is het grootste en zwaarste van West-Europa. Doordat de Erasmusbrug niet loodrecht op de rijrichting scharniert staat de geopende brug scheef.
Het contragewicht is niet altijd in een kelder weggewerkt: het kan ook boven de weg hangen. Hierdoor heeft de brug meer het uiterlijk van een ophaalbrug, maar werkt volgens het principe van een basculebrug. De Noordkasteelbruggen in de haven van Antwerpen zijn van dit type.
Een basculebrug waarbij de ballastkist aan een zogenaamde staart boven en naast het wegdek hangt, wordt ook wel staartbrug genoemd. Bij het openen van de brug hangt de val naast de weg en naast het water. De Slauerhoffbrug in Leeuwarden is een typisch voorbeeld van een staartbrug.